# György Mezey
György Mezey (ur. 7 września 1941 w Topolyi) – węgierski piłkarz, a po zakończeniu kariery trener.

## Kariera klubowa
Karierę piłkarską Mezey spędził w klubach Testnevelési Főiskola SE, Budafoki MTE, Keszthelyi Haladás, Budafoki MTE, MTK Hungária Budapeszt i Budapesti Spartacus FC. Karierę zakończył w 1971 roku.

## Kariera trenerska
Po zakończeniu kariery piłkarskiej Mezey został trenerem. Początkowo prowadził kluby z Budapesztu, takie jak: Budapesti Spartacus FC, Budapesti Vasutas i MTK Hungária Budapeszt. Z tym trzecim zajął 3. miejsce w lidze w 1978 roku.
W 1980 roku Mezey podjął pracę w Węgierskim Związku Piłki Nożnej. W 1982 roku został selekcjonerem reprezentacji olimpijskiej, a w 1983 roku pierwszej reprezentacji Węgier. Pierwsze spotkanie pod wodzą Mezeya Węgrzy rozegrali 7 września 1983 roku przeciwko Niemieckiej Republice Demokratycznej. Z kadrą Węgier awansował na Mistrzostwa Świata w Meksyku w 1986 roku. Przed Mistrzostwami Świata reprezentacja wygrała sensacyjnie z jednym z faworytów mistrzostw Brazylią 3:0. Jednak w Meksyku Węgrzy zawiedli. Węgrzy przegrali 0:6 ze Związkiem Radzieckim, 0:3 z Francją i wygrali 2:0 z Kanadą i nie wyszli z grupy. Po turnieju w Meksyku zakończył pracę z kadrą.
W 1986 roku Mezey został selekcjonerem reprezentacji Kuwejtu, a następnie pracował w tamtejszym zespole Al-Jarmuk. W 1988 roku krótko prowadził kadrę Węgier, a następnie był trenerem: fińskiego Hanko IK, Videotonu Székesfehérvár, Kispestu-Budapest Honvéd FC (mistrzostwo Węgier w 1991 roku), kuwejckiego At-Tadamon, Budapesti Vasutas, Vasasu Budapeszt i Újpestu FC. Od 2009 roku prowadzi FC Fehérvár.